# Elymus hirsutus
Elymus hirsutus är en gräsart som beskrevs av Jan Svatopluk Presl. Elymus hirsutus ingår i släktet elmar, och familjen gräs. Inga underarter finns listade i Catalogue of Life.